# Озиандер, Андреас
Андреас Озиандер (Osiander, собственно Hosemann; 1498—1552) — деятель Реформации. Отец Лукаса Озиандера.

## Биография
Окончил университет в Ингольштадте. В 1520 посвящён в священники. Рано примкнул к Лютеру и в 1522 году был первым евангелическим проповедником в Нюрнберге, где служил до 1548 года. В 1525 году женился. Принимал участие в марбургском религиозном собеседовании, в Аугсбургском сейме, в подписании шмалькальденских статей, во введении Реформации в Пфальц-Нейбурге; написал „Harmonia evangeliga“ (1537). Не желая подчиниться аугсбургскому интериму, Озиандер в 1548 году должен был оставить Нюрнберг и занял кафедру богословия в Кёнигсбергском университете. Сыграл решающую роль в обращении тевтонских рыцарей в лютеранство.

## Теология
Его учение о том, что оправдание не есть юридический акт признания Богом неправедного праведным, а должно пониматься как передача внутренней праведности, проистекающей из мистического соединения со Христом, вовлекло его в ожесточенный спор со строгими лютеранами, продолжавшийся и после смерти Озиандера, пока в 1566 году все озиандристы не были смещены с должностей, их вождь, придворный проповедник Иоганн Функ, обезглавлен, и озиандризм осужден в „Corpus doctrinae pruthenicum“ (1567) и 3-м артикуле Формулы Согласия.
Взгляды Озиандера изложены в его сочинении „De unico mediatore Jesu Christo et juddificatione fidei confessio“ (1551). Вместе с Шёнером он приготовил первое издание сочинения Коперника «О вращениях небесных сфер». Озиандер же написал предисловие к ней, где отметил, что движение Земли является остроумным вычислительным приёмом, но понимать Коперника буквально не следует. Поскольку Озиандер не подписал предисловие своим именем, в XVI столетии многие полагали, что таково мнение самого Николая Коперника.